# Ruido impulsivo
El ruido impulsivo es aquel ruido cuya intensidad aumenta bruscamente durante un impulso. La duración de este impulso es breve en comparación con el tiempo que transcurre entre un impulso y otro.
Incide fundamentalmente en la transmisión de los datos, se debe básicamente a fuertes inducciones consecuencias de conmutaciones electromagnéticas.
La Sonometría es la versión corta de la medición. Normalmente se toman varias muestras directamente de cada puesto de trabajo en un tiempo de no más de 15 segundos cada una. De todo lo que se haya apuntado, se hará una media aritmética. Hay que tener en cuenta que debemos apuntar dos tipos de valores: el Nivel de presión acústica continuo equivalente ponderado (Laeq,T)  y el Nivel Pico (Lpico, valor máximo).
La Dosimetría vendría a ser la versión larga, para comprobar las variaciones a lo largo de un tiempo determinado (un día o una semana). Si el ruido está presente a lo largo de toda la jornada laboral (digamos 8 horas al día), deberá realizarse una medición completa (8 horas). El tiempo de medición podría ser inferior, siempre y cuando esté debidamente justificado y se apunte el tiempo exacto del muestreo. El valor que se usa es el Nivel de presión acústica ponderado (LpA).
- Datos: Q5638278